# Tarmo Neemelo
Tarmo Neemelo (ur. 10 lutego 1982 w Paide) – estoński piłkarz grający na pozycji napastnika.

## Kariera
Wystąpił w 21 meczach pierwszej reprezentacji swojego kraju zdobywając jedną bramkę. W sezonie 2005 zajął dwunaste miejsce w klasyfikacji najlepszych strzelców lig europejskich (Złoty But), gdy zdobył 41 bramek podczas 33 występów w barwach FC TVMK Tallinn.
W 2019 roku zakończył karierę.

## Sukcesy
- Zwycięstwo w Meistriliidze
- Puchar Estonii
- Superpuchar Estonii
- Król Strzelców ligi estońskiej
- Srebrna Piłka Estonii